# Knut Bildt (1918–1972)
Knut Fredrik Carl Bildt, född 11 oktober 1918 i Stockholm, död 5 februari 1972 i Borås, Västra Götaland, var en svensk friherre och militär. Han var farbror till Sveriges tidigare statsminister Carl Bildt.

## Biografi
Knut Bildt blev efter avlad studentexamen officer vid Bergslagens artilleriregemente (A 9) år 1939. Han genomgick Artilleri- och ingenjörhögskolan 1945–1947 och blev kapten 1950 vid generalstabskåren. Bildt utnämndes slutligen till överstelöjtnant år 1962 där. Han har även tjänstgjort i försvarsstaben och varit lärare vid militärhögskolan 1959–1964. Från 1964 till sin död 1972 var han bataljonschef och utbildningsofficer vid A 9. Bildt var 1967 tillförordnad regementschef på A 9 istället för överste Sten Claëson.

## Familj
Knut Bildt var son till översten friherre Nils Bildt och Fritze Sneedorff-Willemoës, sonson till general Knut Gillis Bildt, samt bror till generalsekreteraren Daniel Bildt (som var far till statsministern Carl Bildt) och generaldirektören Henric Bildt. Vid sin fars död 1969 blev han friherre och huvudman för friherrliga ätten Bildt nr 404. Han gifte sig för en andra gång med Ulla Lundquist 1959. I äktenskapet föddes sonen Lars Bildt som blev friherre vid faderns död 1972.

## Utmärkelser
- Riddare av 1:a klassen av Kungl. Svärdsorden, 6 juni 1958.[4]